# أمبالات
أمبالات هي كتلة بحرية تقع في بحر سيليبس، وبالتحديد تقع قبالة الساحل الشرقي لبورنيو. تقع إلى الشرق من مقاطعة كالمنتان الشمالية الإندونيسية وإلى الجنوب الشرقي من ولاية صباح الماليزية، وهي موضوع نزاع إقليمي بين البلدين. تشير ماليزيا إلى جزء من كتلة أمبالات باسم كتلة ND6 (سابقًا الكتلة Y) وجزء من شرق كتلة أمبالات باعتبارها كتلة ND7 (سابقًا كتلة Z). تحتوي كتل المياه العميقة على ما يقدر بـ 62.000.000 برميل (9.900.000 متر مكعب) من النفط و348 مليون متر مكعب من الغاز الطبيعي. تشير التقديرات الأخرى إلى أنها أعلى بكثير حيث تحوي على 764.000.000 برميل (121,500,000 متر مكعب) من النفط، و3.96 × 1010 متر مكعب (1.4 تريليون قدم مكعب) من الغاز، في واحدة فقط من تسع نقاط في أمبالات.

## نزاع السيادة

### ماليزيا
بدأ النزاع على امتداد أمبالات في بحر سيليبس بنشر خريطة أعدتها ماليزيا في عام 1979 تُظهر مياهها الإقليمية وجرفها القاري. رسمت الخريطة الحدود البحرية لماليزيا في اتجاه الجنوب الشرقي في بحر سيليبس من أقصى شرق الحدود البرية بين إندونيسيا وماليزيا على الشاطئ الشرقي لجزيرة سيباتيك، بما في ذلك كتل أمبالات أو على الأقل جزء كبير منها داخل المياه الإقليمية الماليزية. إندونيسيا مثل جيران ماليزيا الآخرين، اعترضت على الخريطة.

### إندونيسيا

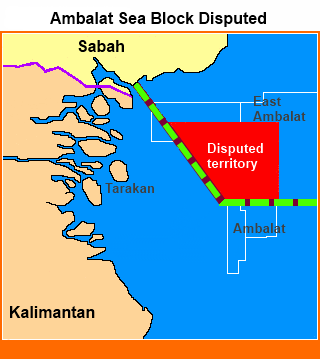
الموقع المتنازع عليه على في كتلة أمبالات.

حصلت إندونيسيا منذ عام 1959 على جزر سيبادان وليجيتان، والتي شملت ماليزيا في عام 1979 أن تكون النقاط الأساسية للأرخبيل ومرة أخرى في يونيو 2002. هذا وضع بالفعل منطقة أمبالات بأكملها داخل مياهها الداخلية. خلال قضية محكمة العدل الدولية بشأن سيادة جزر سيبادان وليجيتان جادلت إندونيسيا من منظور الاتفاقات الثنائية التاريخية بين بريطانيا وهولندا حول مسألة الممتلكات. اقتبست إندونيسيا اتفاقية بين بريطانيا العظمى وهولندا بشأن تحديد الحدود في بورنيو 20 يونيو 1891. المادة الرابعة، التي تنص أن الكتلة من حقها، بالإضافة للاتفاق المبرم بين المملكة المتحدة وهولندا بشأن الحدود بين ولاية شمال بورنيو وممتلكات هولندا في بورنيو في 28 سبتمبر 1915. وتم تكرار هذا في اتفاقية بورنيو البريطانية الهولندية لعام 1928 والاتفاقية الهولندية البريطانية لعام 1930.
تحتفظ إندونيسيا بحجة هذه الاتفاقات التاريخية القائمة، وهي: استمرار الحدود البحرية الإندونيسية-الماليزية كخط مستقيم على طول الشمال 4° بعد أن غادرت الحدود البرية الشرقية على الساحل الشرقي لجزيرة سيباتيك. وضعت الاتفاقات الهولندية البريطانية فعليًا منطقة كتلة أمبالات بالكامل داخل المياه الإقليمية الإندونيسية.
فقدت إندونيسيا قضية محكمة العدل الدولية بشأن مسألة «الإشغال الفعلي» والتي اعتبرت أنها تغلبت على الاتفاقيات القائمة وتم منح الجزيرتين لماليزيا. تجادل إندونيسيا بأن إقليم المحيط الماليزي يمتد فقط 10 أميال بحرية (19 كم) من ليغيتان وسيبادان وفقًا لاتفاقية الأمم المتحدة لقانون البحار، وأن الخريطة الماليزية لعام 1979 ليست فقط قديمة وغير منشورة، بل إن الآسيان ترفضها وتنتهك بشدة حقوق المحيطات من تايلاند وفيتنام والصين والفلبين. تطالب إندونيسيا بمنطقة أمبالات بموجب قانون البحار الموحد للأمم المتحدة لعام 1982 ، بموجب المادتين 76 و 77.